# الخريج (فلم)
الخريج (بالإنجليزية: The Graduate) هو فيلم كوميدي-درامي أمريكي من إنتاج عام 1967 وإخراج مايك نيكولس عن رواية بنفس العنوان نشرت عام 1963 من تأليف تشارلز وب. يحكي الفيلم قصة بن برادوك (تمثيل دستين هوفمان)، خريج جامعة جديد يفتقر إلى هدف محدد في حياته، يتم إغواءه من قبل سيدة أكبر منه في السن، السيدة روبنسون (آن بانكروفت) ويقوم بعدها في الوقوع في حب ابنتها إيلين (كاثرين روس).
عام 1996 اختارته مكتبة الكونغرس الفيلم ليحفظ في سجل الأفلام الوطنية لكونه «مهما من الناحية الثقافية، التاريخية أو الفنية».

## وصلات خارجية
- مقالات تستعمل روابط فنية بلا صلة مع ويكي بيانات

1. ↑  "IsHyperlinkQuery":true,"FilmId":3061,"Sort":"2-Film%20Title-Alpha","Search":"Basic"} "معلومات عن الخريج (فيلم) على موقع awardsdatabase.oscars.org". awardsdatabase.oscars.org. مؤرشف من "IsHyperlinkQuery":true,"FilmId":3061,"Sort":"2-Film Title-Alpha","Search":"Basic"} الأصل في 2021-06-11. {{استشهاد ويب}}: تحقق من قيمة |مسار= (مساعدة)
2. ↑  "معلومات عن الخريج (فيلم) على موقع svenskfilmdatabas.se". svenskfilmdatabas.se. مؤرشف من الأصل في 2021-05-15.
3. ↑  "معلومات عن الخريج (فيلم) على موقع filmweb.pl". filmweb.pl. مؤرشف من الأصل في 2018-10-19.